# Zielfernrohrgewehr 4
Zielfernrohrgewehr 4 ist eine Schießsport-Disziplin. Der Bund der Militär- und Polizeischützen (BDMP) bietet diese für alle Halbautomaten mit Nitro-Treibladungspulver und Mantelgeschossen an.

## Waffen und Munition
Es müssen folgende Voraussetzungen erfüllt sein:
- Funktionsfähige Sicherung muss vorhanden sein
- Abzugswiderstand darf (im Auslösemoment) nicht geringer als 1500 g sein
- Ein Zielfernrohr mit maximal 10-facher Vergrößerung
- Das Gewicht inkl. Zweibein, Zielfernrohr und Montage darf 6,5 kg nicht Überschreiten
- Mündungsbremsen sind nicht erlaubt
- Ein Flimmerschutz ist ebenfalls nicht gestattet

Es sind halbautomatische Waffen im Kaliber bis 8 mm erlaubt.

Die Munition darf handelsüblich oder wiedergeladen sein.

## Ablauf
- Diese Disziplinen wird im liegenden Anschlag auf 100 Meter geschossen.
- Dabei werden 4 Durchgänge à 5 Schuss in 8 Sekunden geschossen; immer 10 Schuss bzw. 2 Durchgänge auf eine Wertungsscheibe.
- Die Anzahl der Probeschüsse auf eine Probescheibe ist beliebig, die Zeit hierfür sind 5 Minuten.

## ZG 4 Modifiziert
Bei ZG 4 modifiziert (ZG 4 mod.) gelten folgende Abweichungen zu den Regeln von ZG 4:
- Das Gesamtgewicht darf 10 kg betragen
- Es darf mit beliebiger Vergrößerung geschossen werden
- Mündungsbremsen sind erlaubt
- Die Schießzeit pro Serie wird auf 6 Sekunden verkürzt